# Apostolias
Apostolias  este un oraș în Grecia în prefectura Focida.